# Brabus
Brabus GmbH (ˈbʀɑːbʊs) — предприятие, расположенное в городе Ботроп (Германия), является дочерней компанией Mercedes-Benz Group AG, специализирующееся в основном на моторном и кузовном тюнинге в первую очередь автомобилей марки Mercedes-Benz, а также других автомобильных марок, выпускаемых концерном Mercedes-Benz Group: Smart, Mercedes-Maybach и Mercedes-AMG GmbH.

## История
Как частное тюнинг-ателье основано в 1977 году Клаусом Бракманом (нем. Klaus Brackmann) и Бодо Бушманом (нем. Bodo Buschmann) в Ботропе, название происходит от сложения начальных букв фамилий её создателей. Основатели компании занимались продажей автомобилей марки «Mercedes-Benz», однако позже решили заняться тюнингом для индивидуализации транспортных средств. Является крупнейшим в мире независимым тюнинговым ателье. В 1999 году стало подразделением DaimlerChrysler. На данный момент 84 % акций Brabus GMbH принадлежит концерну Mercedes-Benz Group AG.
Конкуренты — AMG, Lorinser, Carlsson, Kleemann и RENNtech.
Ателье фокусирует внимание на том, чтобы автомобиль достигал максимальных рабочих характеристик путём увеличения мощности и крутящего момента. Клиенты могут купить автомобиль прямо от Brabus или отправить свой Mercedes на глубокую переделку. Ателье ориентировано на дорогой и эксклюзивный тюнинг.
Среди простых программ тюнинга предлагается установка низкопрофильных покрышек, спойлеров, аэродинамических обвесов, кованых дисков собственного дизайна. Более сложные модернизации включают модификации технической начинки автомобилей, в частности, при переработке двигателя растачивается блок двигателя, дорабатывается головка блока, дорабатываются или ставятся новые поршни, коленвал, клапаны и другие детали, все двигатели собираются вручную и в конце ставится фирменная табличка с личной подписью моториста. Также осуществляется доработка интерьера автомобиля на заказ, установка аксессуаров (педалей, накладок, установка мультимедиа-систем с мониторами).
В феврале 2022 ателье Brabus впервые представило свой мотоцикл Brabus 1300 R, являющийся результатом коллаборации с австрийским мотопроизводителем, компанией KTM. Мотоцикл представлен двумя вариантами окраски и произведен ограниченным тиражом по 77 экземпляров.

## Модели

### Проекты на базе автомобилей Mercedes-Benz

#### Mercedes-Benz M-класс
Тюнинг-проект ML 63 AMG Brabus B63 — 620 был представлен 30 ноября 2012 на моторшоу в Эссене. Автомобиль получил новый аэродинамический обвес, подвеска получила модуль занижения Airmatic. Впоследствии автомобиль оснастили новыми 23-дюймовыми дисками Brabus Monoblock R. Интерьер был заново отделан натуральной кожей и украшен новыми педалями и ковриками. Двигатель подвергся доработке, вследствие чего стал достигать 620 л. с. и 820 Н·м, с данными характеристиками автомобиль может разгоняться до 100 км/ч за 4,5 сек., что на 0,2 сек. быстрее стандартной заводской модели, и достигать максимальной скорости, ограниченной электроникой в 300 км/ч.

#### Mercedes-Benz CL-класс
- BRABUS SV12 S Coupé (CL 600)
- BRABUS T 13 Coupé (CL 600)

#### Mercedes-Benz CLS-класс

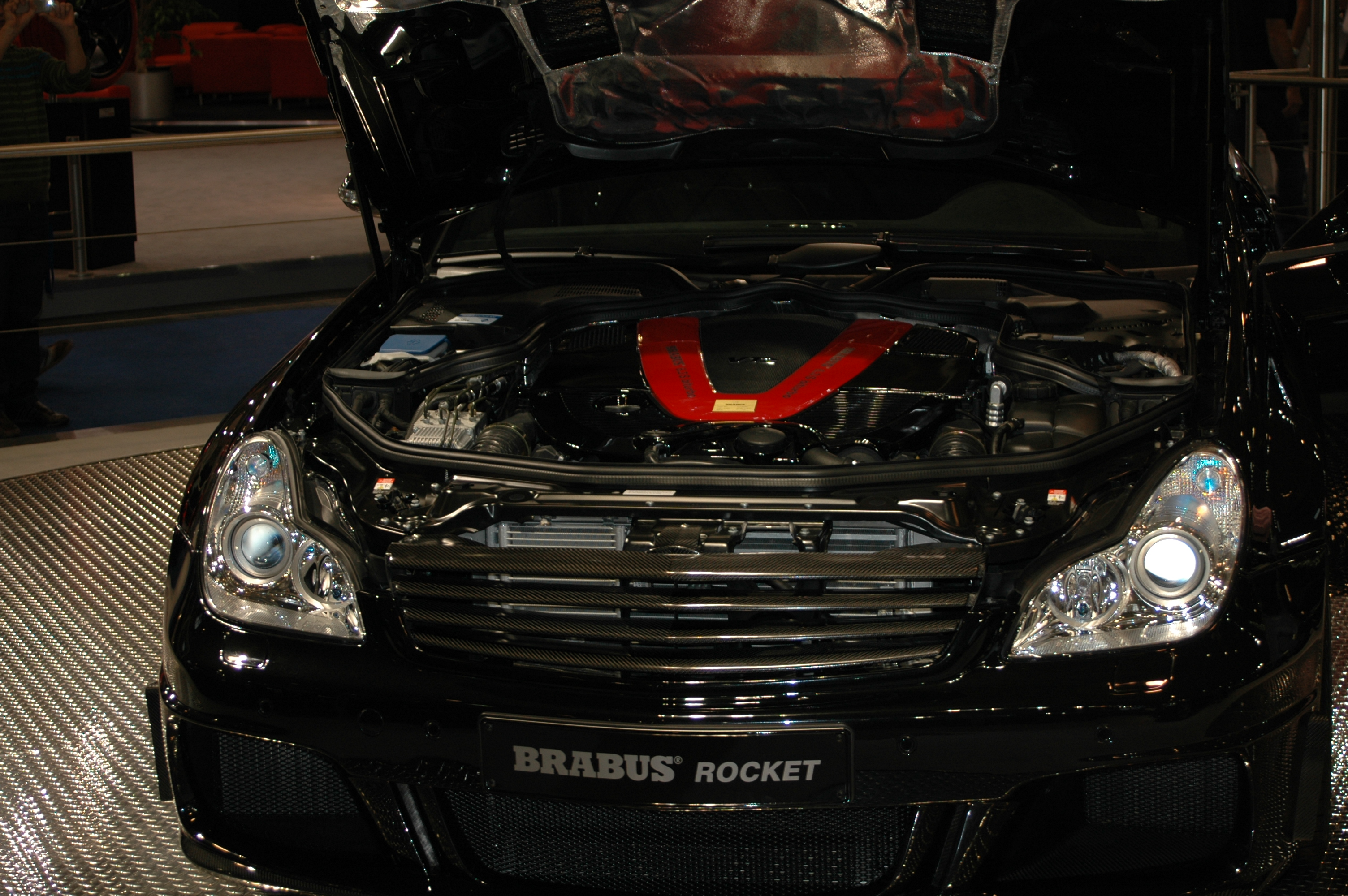
Mercedes-Benz CLS-класс Brabus

- Brabus Rocket (CLS-класс)

#### Mercedes-Benz E-класс

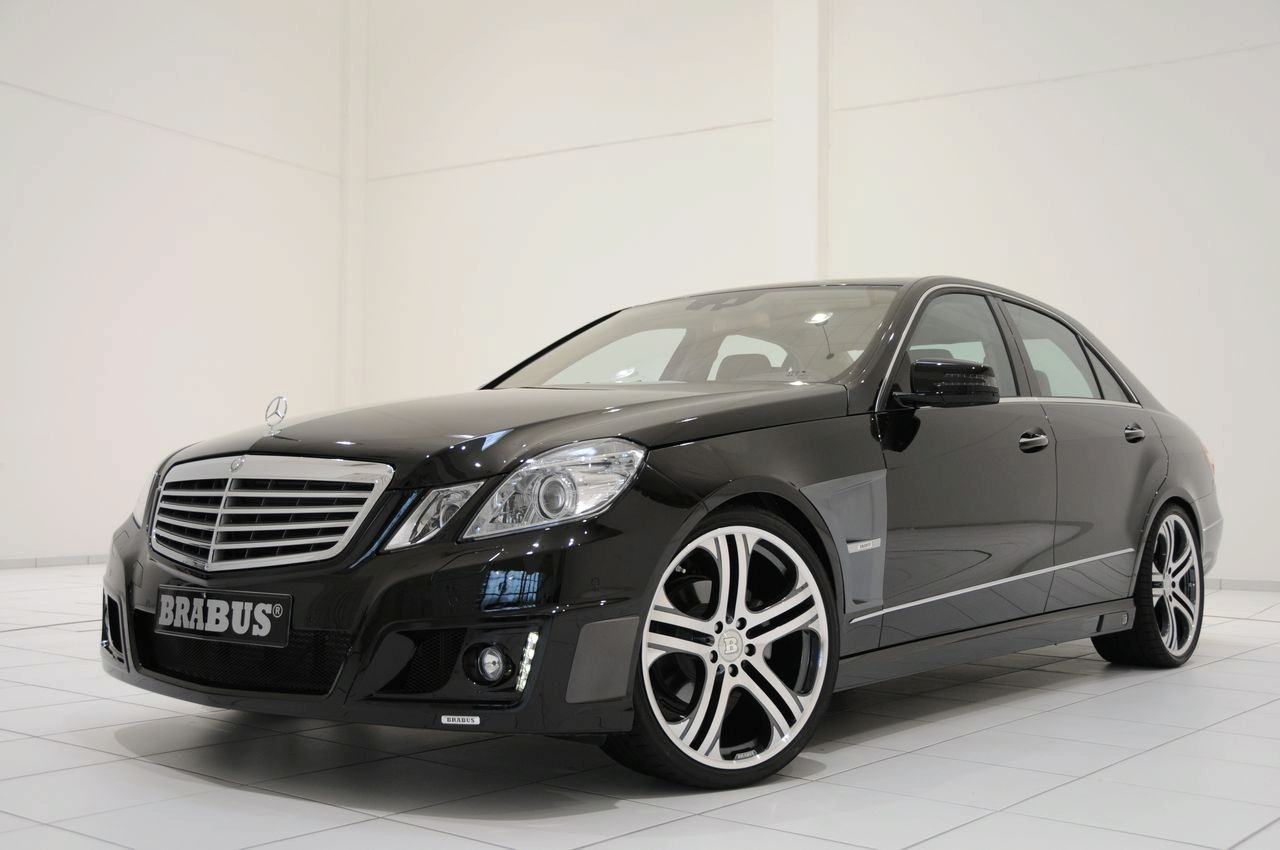
Mercedes-Benz E-класс Brabus W212

Brabus 6.1 V8
- Brabus 6.0 V8
- Brabus 5.8 V8
- Brabus E V12 (E-класс)
- BRABUS 7.3 E (W124)
- BRABUS 7.3 E (W210)
- BRABUS 850 E (W213)

### Mercedes-Benz G-класс

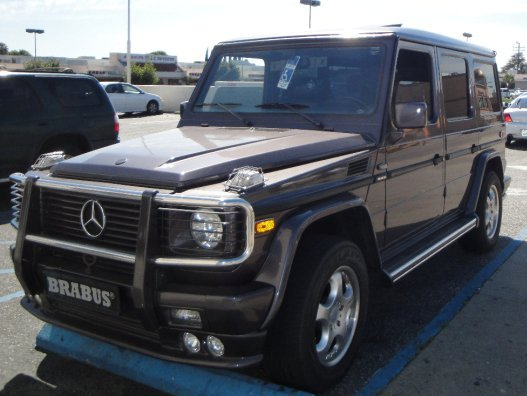
Mercedes-Benz G 3.6

- BRABUS G 2.6 (G-класс)
- BRABUS G 3.6 (G-класс)
- BRABUS G 5.8/6.1(G-класс)
- BRABUS G400 CDI D8
- BRABUS G55 AMG B55S
- BRABUS G55 AMG K8
- BRABUS G V12 (G-класс)
- BRABUS V12 S (G-класс)
- BRABUS 800 Widestar (G-класс)[11]
- BRABUS 850 (6.3 Biturbo)
- BRABUS G 6x6 B63S-700
- BRABUS G 550 4x4
- BRABUS G 800 XLP 4x4
- BRABUS G 900 Rocket Pickup Design
- BRABUS G 900 Rocket

### Mercedes-Benz GLK-класс
- BRABUS GLK V12 (GLK-класс)

### Mercedes-Benz M-класс
- BRABUS ML 63 Biturbo (ML 63)
- BRABUS 7.3 ML (582 HP)

### Mercedes-Benz S-класс
- BRABUS S500 (5.0l V8)
- BRABUS SV12 S Limousine (S
- BRABUS T 13 Limousine (s 640)
- BRABUS SV12 R (S600) iBusiness (750 hp)
- BRABUS SV12 R (S600) iBusiness/ Limousine (800 hp)
- BRABUS 7.3 S V12 (W140)

### Mercedes-Benz SL-класс и SLS-класс
- BRABUS SV12 S Roadster (SL 600)
- BRABUS T 13 Roadster (SL 600)
- BRABUS SL 55 K8 Roadster (SL 55)

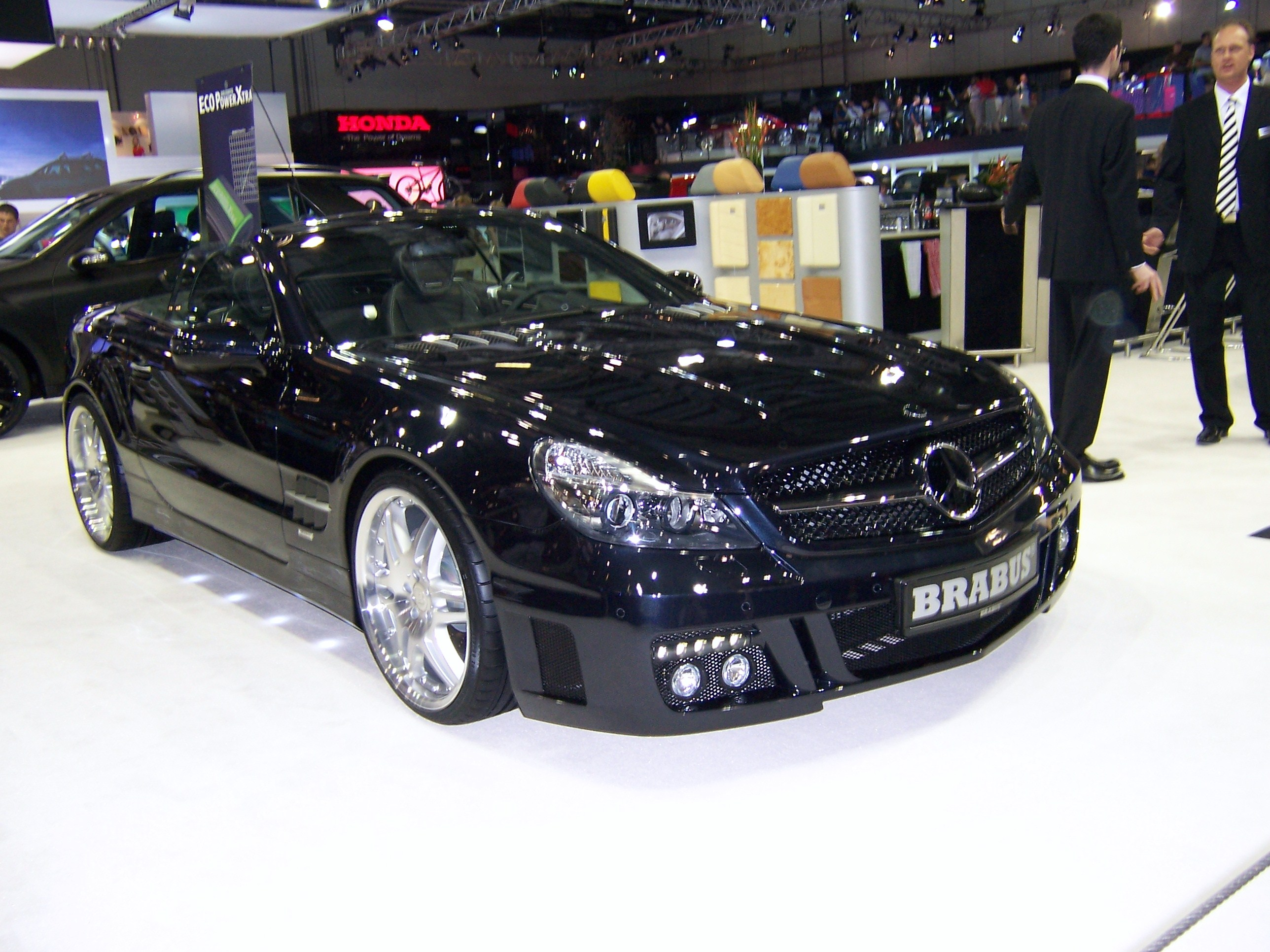
Mercedes-Benz SL-класс Brabus

- BRABUS SL 65 Roadster AMG(SL 65 AMG DANIEL MADAR)
- BRABUS 800 SL Roadster (R232)
- BRABUS SLS 700 BiTurbo

### Mercedes-Benz Viano
- BRABUS 6.1

### Mercedes-Benz GLS/GL-класс
- BRABUS 6.1 GL
- BRABUS 800 GLS
- BRABUS 850 GLS

### Mercedes-Benz SLC-класс
- BRABUS 450 (Roadster)
- BRABUS SLC Final Edition

### Mercedes-Benz R-класс
- BRABUS 650 R Minivan

### Mercedes-Benz X-класс
- BRABUS 500 X Pickup Design

### Mercedes-Benz Unimog

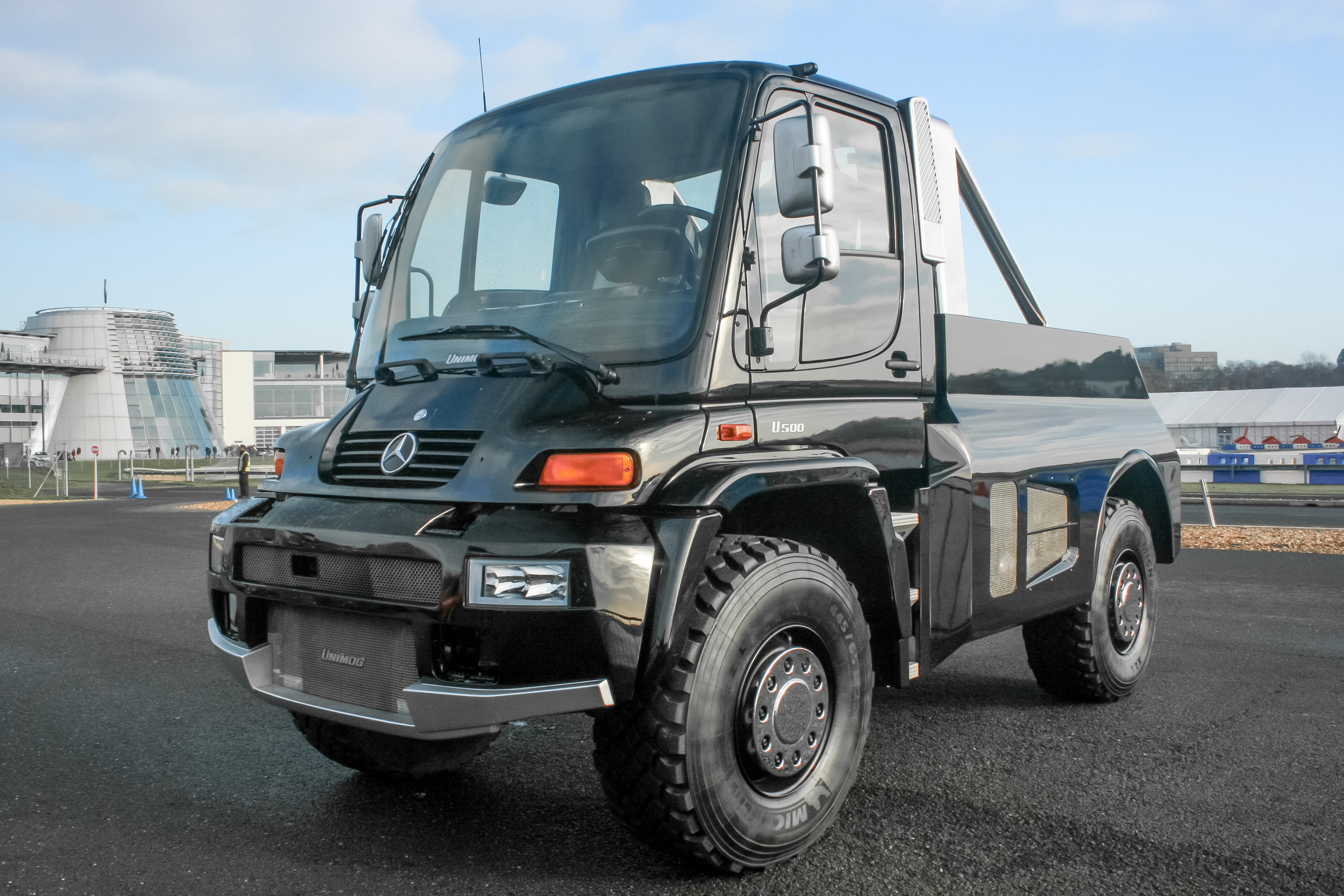
Brabus U500 Black Edition

- BRABUS U500 Black Edition

### Maybach
- BRABUS SV12 S (Maybach 57(S) / 62(S))
- BRABUS GLS 800 (Maybach GLS600)
- BRABUS 900 Rocket Edition (Maybach X222)

### Smart Roadster
- Smart roadster BRABUS
- Smart roadster-coupe BRABUS
- Smart roadster-coupe BRABUS biturbo (10 выпущено)

### Smart ForFour
- Smart forfour BRABUS

## Рекорды
Автомобилям, доработанным ателье Brabus принадлежат несколько мировых рекордов:
- В 1996 году Brabus E V12 (Mercedes-Benz E-класс W210) поставил рекорд скорости для дорожных седанов 330 км/ч.[12]
- В 2003 году Brabus E V12 Biturbo (Mercedes-Benz E-класс W211) поставил новый рекорд для седанов 350,2 км/ч.[12]
- В 2006 году Brabus Rocket, основанный на Mercedes-Benz CLS-класс C219, поставил новый рекорд скорости для седанов — 363,4 км/ч.[13]
- В октябре 2006 года Brabus Rocket побил свой рекорд, достигнув скорости 365,7 км/ч. Цена автомобиля составляет €348 000.[14]
- В 2009 году GLK V12 разогнался до 322 км/ч, установив при этом мировой рекорд в классе кроссоверов[15][16][17][18].

## Галерея

Brabus на Мотор-шоу в Женеве, 2014
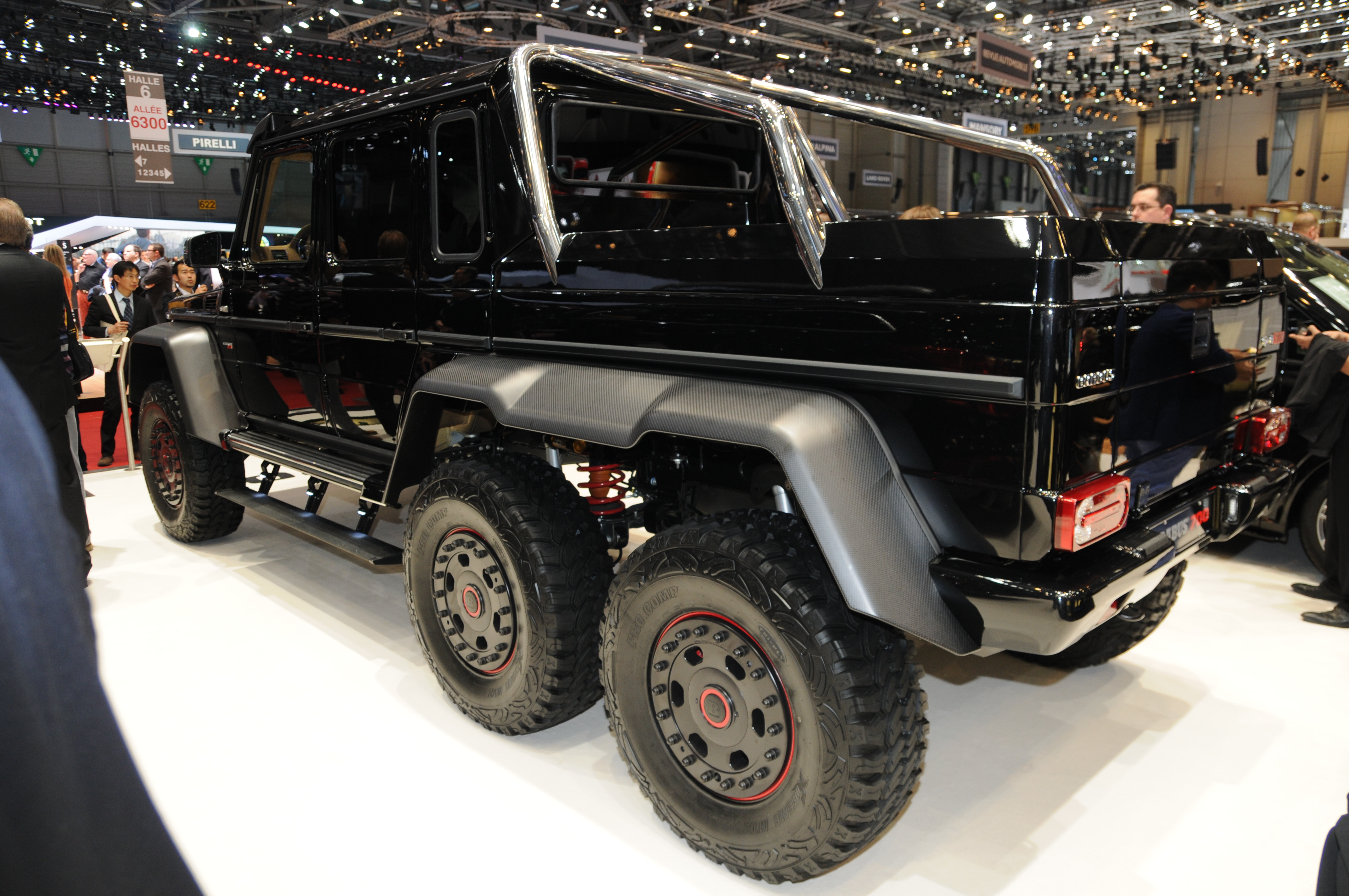
Brabus на Мотор-шоу во Франкфурте, 2013
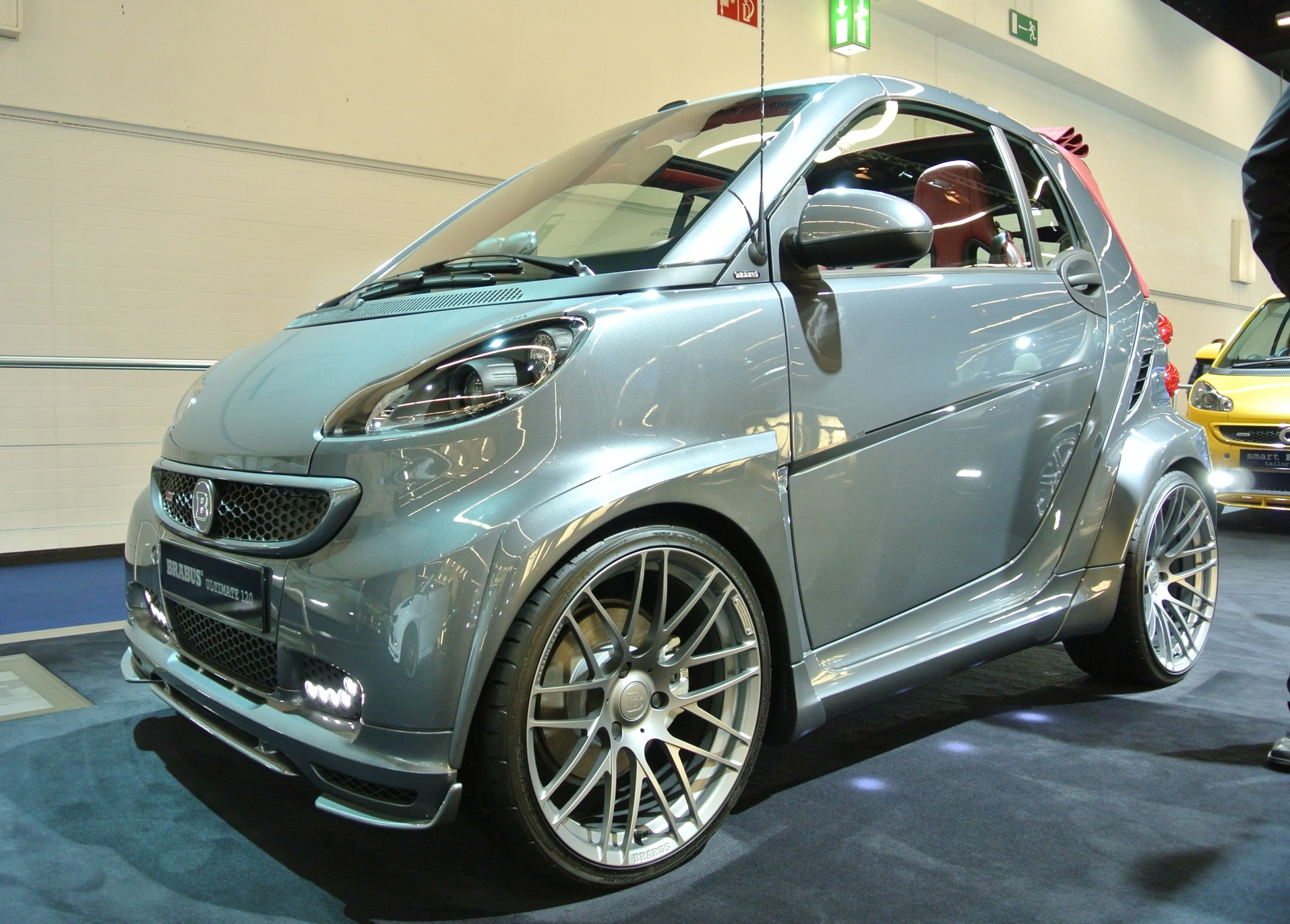
Brabus на Мотор-шоу во Франкфурте, 2013
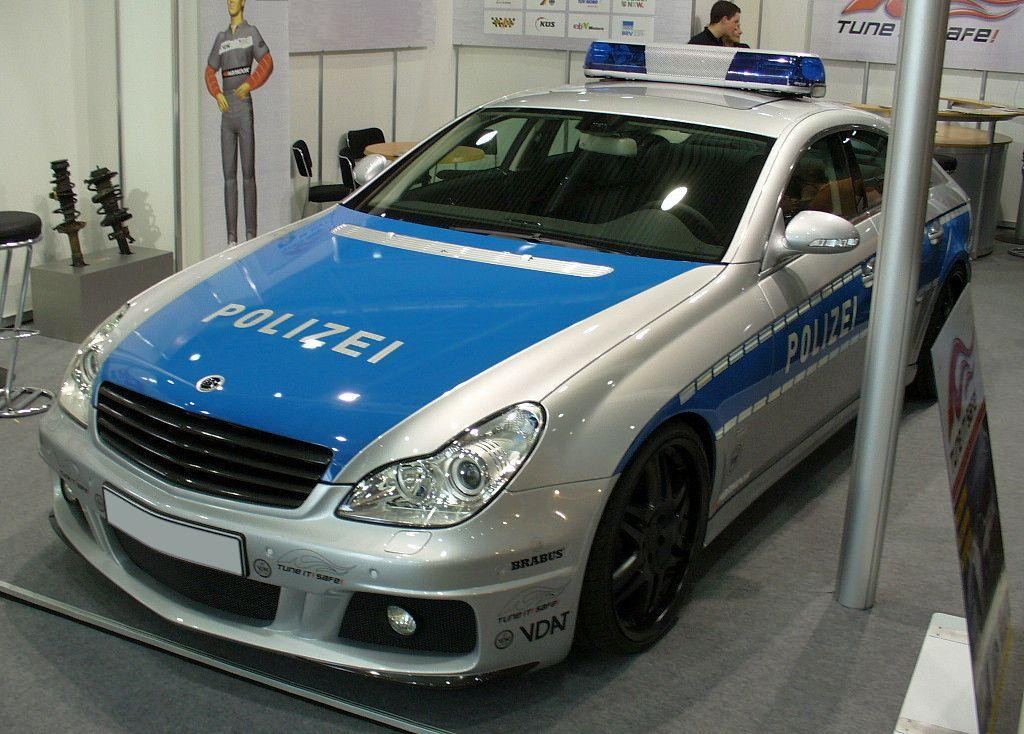
Brabus для полиции, 2007